# 袁仁敬
袁仁敬（662年-733年），字道周。襄阳人，郡望为陈郡阳夏县。《元和姓纂》则称其为袁术的后裔。神功元年绝伦科进士。初授汤阴县尉，转尉氏、福昌县尉。升任大理评事，转司直丞。仁敬性格精果利断、恢弘历落。维护法律时不屈不挠，得到了朝中上下一致的好评。开元十三年，由唐玄宗亲自选任为杭州刺史，同辈十一人临行前，玄宗与宰相、诸王一同送行，并命高力士为仁敬等人作诗。开元二十一年七月三十日，时任大理少卿的袁仁敬去世于長安宣陽里私宅，享年七十一岁。他死后，囚犯们都为此恸哭，他们将仁敬视为能够陈诉冤屈的慈亲，因此非常之悲伤。仁敬在世时与张九龄友善，且始终不渝。